# Biaudos

Biaudos este o comună în departamentul Landes din sud-vestul Franței. În 2009 avea o populație de 770 de locuitori.

## Evoluția populației
| An        | 1975 | 1982 | 1990 | 1999 | 2006 | 2009 |
| --------- | ---- | ---- | ---- | ---- | ---- | ---- |
| Populație | 430  | 474  | 544  | 636  | 704  | 770  |